# Günther Maritschnigg
Günther Maritschnigg (ur. 7 listopada 1933 w Bochum, zm. 22 stycznia 2013 w Witten) – zachodnioniemiecki zapaśnik walczący w stylu klasycznym. Wicemistrz olimpijski z Rzymu 1960 w kategorii 73 kg.
Piąty na mistrzostwach świata w 1961 roku.
Wicemistrz RFN w 1961 i 1965 roku.